# Tuonela
Tuonela är dödsriket i den finska mytologin.

## Konst
Under den nationalromantiska eran inspirerade Tuonela flera konstnärer, bland annat Jean Sibelius, som komponerade Tuonelas svan, en tondikt för orkester. Akseli Gallen-Kallela målade På väg till Tuonela, en symbolisk avbildning av en ung man. Eino Leino skrev 1898 den symboliska dramatiska dikten "Tuonelan joutsen".